# Бестогай (Туркестанская область)
Бестогай (каз. Бестоғай) — село в Байдибекском районе Туркестанской области Казахстана. Входит в состав Мынбулакского сельского округа. Код КАТО — 513659300.

## Население
В 1999 году население села составляло 387 человек (203 мужчины и 184 женщины). По данным переписи 2009 года, в селе проживало 395 человек (204 мужчины и 191 женщина).